# Dorfkirche Warnkenhagen

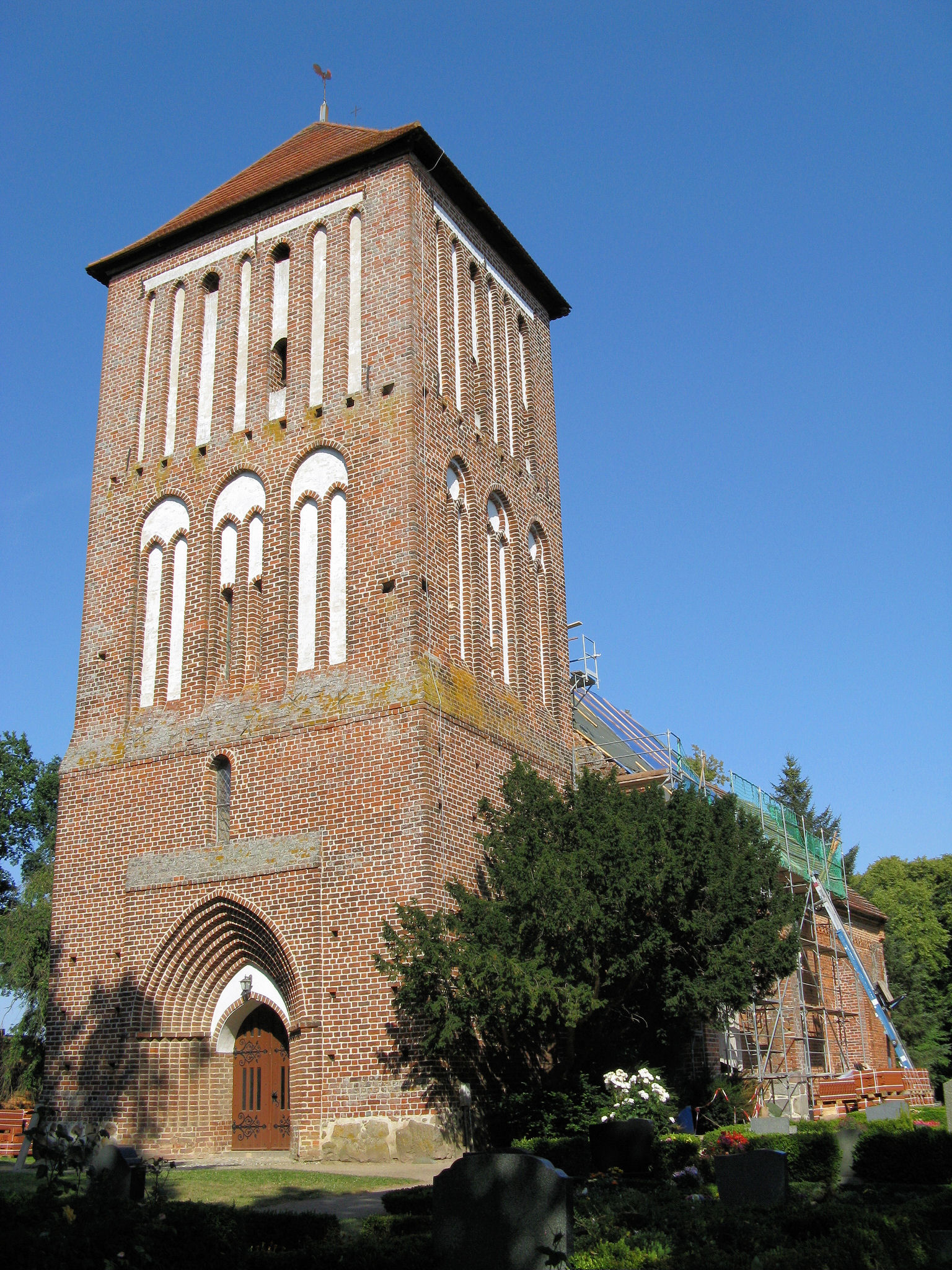
Dorfkirche Warnkenhagen

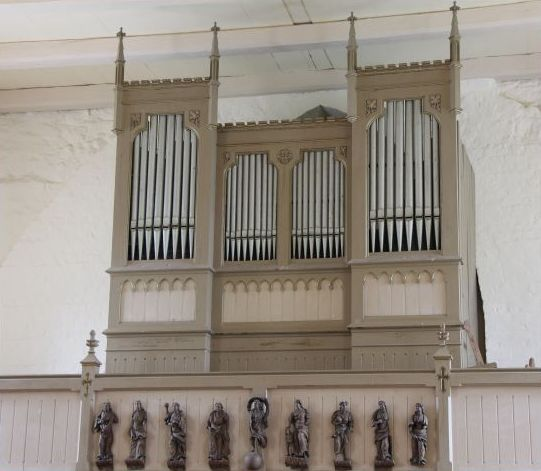
Mehmel-Orgel

Die evangelische Dorfkirche Warnkenhagen ist eine gotische Backsteinkirche in der Gemeinde Warnkenhagen im Landkreis Rostock in Mecklenburg-Vorpommern. Sie gehört zur Kirchengemeinde Thürkow-Warnkenhagen in der Propstei Rostock im Kirchenkreis Mecklenburg der Evangelisch-Lutherischen Kirche in Norddeutschland (Nordkirche).

## Geschichte und Architektur
Die Dorfkirche Warnkenhagen ist ein stattlicher Backsteinbau, der aus einem eingezogenen Chor, dem Langhaus und dem Westturm besteht. Alle Bauteile sind auf rechteckigem Grundriss errichtet. Der Chor, an den sich eine kuppelgewölbte Sakristei auf der Nordseite anschließt, wurde um 1280 erbaut; das schlichte Schiff entstand am Anfang des 14. Jahrhunderts und der Westturm wurde erst im 15. Jahrhundert errichtet. Der Chor ist mit Kreuzgewölben in zwei Jochen geschlossen; das Langhaus ist flachgedeckt, war aber nach Ausweis der Schildbögen und Wandvorlagen auf eine Wölbung in zwei Jochen vorgesehen.
Der Westturm zeichnet sich durch eine reiche Blendengliederung und eine betonte Geschossgliederung aus und schließt mit einem kurzen Walmdach. Das Schiff wird durch zwei stattliche Stufenportale erschlossen; im Turm gibt es ein weiteres großes Stufenportal. Chor und Schiff werden durch schlichte zweiteilige Spitzbogenfenster erhellt.

## Ausstattung
Ein elegant proportionierter Altaraufsatz mit einem qualitätvollen Gemälde der Auferstehung Christi, Säulenarchitektur und figürlich-plastischer Bekrönung von 1784 bildet das Hauptstück der Ausstattung. Die Kanzel wurde 1788 von Friedrich Franz I. gestiftet und besitzt eine Rundbogenarchitektur mit Skulpturen am Korb und einen flachen Schalldeckel, die stilistisch eine deutlich frühere Entstehungszeit nahelegen. Fünfzehn weitere von einem älteren Altaraufsatz aus dem 18. Jahrhundert stammende Figuren sind auf den Chor, das Schiff und die Turmhalle verteilt.
Von der liturgischen Ausstattung ist ein silbervergoldeter Kelch von 1716 zu erwähnen. Zwei Leuchter aus Messing stammen aus dem 18. Jahrhundert. Zu erwähnen bleiben ein hölzernes Epitaph des M. Schulz († 1667) und eine Erinnerungstafel für E. Kamptz († 1673). Die Orgel ist ein Werk von Friedrich Albert Mehmel aus dessen Todesjahr 1888 mit neun Registern auf einem Manual und Pedal. Sie wurde von Friedrich Friese III vollendet. Eine Glocke aus dem Jahr 1875 wurde von H. Collier in Berlin gegossen und ist auf den Ton f1+7 gestimmt. Im unzugänglichen Dachreiter befindet sich noch eine kleinere Betglocke.